# Stråsjö Långtjärn
Stråsjö Långtjärn är en sjö i Ljusdals kommun i Hälsingland och ingår i Delångersåns huvudavrinningsområde. Sjön har en area på 0,181 kvadratkilometer och ligger 217,4 meter över havet.
Stråsjö Långtjärn och den intilliggande sjön  Gröntjärn ingår sedan 1978 i Gröntjärns naturreservat. 

## Delavrinningsområde
Stråsjö Långtjärn ingår i det delavrinningsområde (687394-152141) som SMHI kallar för Utloppet av Stråsjö Långtjärnen. Medelhöjden är 277 meter över havet och ytan är 2,3 kvadratkilometer. Det finns ett avrinningsområde uppströms, och räknas det in blir den ackumulerade arean 8,01 kvadratkilometer. Vattendraget som avvattnar avrinningsområdet har biflödesordning 3, vilket innebär att vattnet flödar genom totalt 3 vattendrag innan det når havet efter 85 kilometer. Avrinningsområdet består mestadels av skog (92 procent). Avrinningsområdet har 0,18 kvadratkilometer vattenytor vilket ger det en sjöprocent på 7,8 procent.